# Понятово (Островський повіт)
Понятово (пол. Poniatowo) — село в Польщі, у гміні Малкіня-Ґурна Островського повіту Мазовецького воєводства.
Населення — 176 осіб (2011).
У 1975-1998 роках село належало до Остроленцького воєводства.

## Демографія
Демографічна структура станом на 31 березня 2011 року:
|          | Загалом | Допрацездатний вік | Працездатний вік | Постпрацездатний вік |
| -------- | ------- | ------------------ | ---------------- | -------------------- |
| Чоловіки | 88      | 18                 | 54               | 16                   |
| Жінки    | 88      | 18                 | 40               | 30                   |
| Разом    | 176     | 36                 | 94               | 46                   |